# Echinomysis serratus
Echinomysis serratus är en kräftdjursart som beskrevs av Vereshchaka 1990. Echinomysis serratus ingår i släktet Echinomysis och familjen Mysidae. Inga underarter finns listade i Catalogue of Life.